# Jaime Lozada
Jaime Lozada Perdomo (Teruel, Huila, 1949 - Garzón, Huila, 3 de diciembre de 2005) fue un político colombiano. 
Miembro del Partido Conservador Colombiano, fue gobernador de Huila, cónsul de Colombia en Londres y senador.
Estuvo casado con Gloria Polanco, excongresista y secuestrada por la guerrilla de las Fuerzas Armadas Revolucionarias de Colombia - Ejército del Pueblo (FARC-EP) en Neiva durante un asalto a su apartamento en el edificio Miraflores. Lozada fue extorsionado por las FARC-EP para lograr la liberación de sus dos hijos, promovió la elección de su esposa al congreso estando secuestrada y luego fue asesinado por el mismo grupo guerrillero.

## Biografía

### Inicios
Lozada nació en Teruel (Huila).Estudió la secundaria en el Colegio Nacional Santa Librada de Neiva. Estudio economía en la Universidad de América en Bogotá. 
Realizó otros estudios como matemáticas actuariales, estudió Inglés en la ciudad estadounidense de Nueva York. Realizó estudios de Evaluación de proyectos y Toma de decisiones en la Escuela Superior de Administración Pública (ESAP), estudió Comercio exterior, en el Icpes y Banca, en Milwaukee, Estados Unidos.

### Carrera política y empresarial
Fue Concejal de Neiva, trabajó para la Contraloría General del Huila. Fue subdirector nacional de proyectos en el Instituto para el Fomento Municipal (Insfopal), secretario de Hacienda del Huila, secretario de Obras Públicas, profesional universitario en la Compañía Nacional de Telecomunicaciones (Telecom), y asistente de servicios bancarios en la Caja Agraria en Bogotá. Fue diputado a la asamblea del departamento del Huila.
Llegó al senado de la república por primera vez en 1988 y fue el segundo gobernador elegido por elección popular, este cargo lo desempeñó entre los años 1995 y 1997. Al terminar su mandato volvió al senado en las elecciones de 1998, pero en 2002, Lozada perdió su investidura de senador por un fallo del Consejo de Estado, a causa de una inhabilidad. Fue Embajador de Colombia en Londres (Reino Unido) y presidente del Atlético Huila.

### Cautiverio de Esposa e hijos
la esposa de Lozada, Gloria Polanco y dos de sus hijos fueron secuestrados el 26 de julio del 2001 en una incursión de las FARC-EP en el edificio Miraflores, en Neiva. Los guerrilleros realizaron el asalto con el fin de secuestrar a Lozada, pero al no encontrarse en su apartamento, los guerrilleros de las FARC-EP secuestraron a su esposa e hijos.

### Liberación de hijos
Tras llegar a un acuerdo económico con las FARC-EP a través de un intermediario, se determinó la suma que debía pagar por el rescate y envió en efectivo una suma de dinero no revelada. El 14 de julio del 2004 sus dos hijos fueron liberados cerca a las poblaciones de Los Pozos y Cartagena del Chairá (Caquetá).
Después de la liberación de sus hijos, Lozada comenzó a recibir llamadas telefónicas de un hombre que le recordaba la deuda que aún mantenía con las FARC-EP. Según Lozada, las llamadas eran realizadas desde un teléfono satelital, y se volvieron más frecuentes hasta unas semanas antes de su muerte. Tuvo que vender su finca y ganado, sacó préstamos bancarios y pidió dinero a personas, quedó debiendo el 30 por ciento de lo acordado.

## Familia
Estuvo casado con Gloria Polanco con quien tuvo a Jaime Felipe (quien fue Representante a la Cámara), Juan Sebastián y Daniel Julián. Era primo del dirigente deportivo Jorge Perdomo Polanía.

## Muerte
En la mañana del 3 de diciembre de 2005, Lozada, su hijo Jaime Felipe, Jorge Másmela y un grupo de escoltas partieron en dos vehículos por carretera desde Garzón (Huila) hacia Neiva. Un comando de la Columna Móvil Teófilo Forero de las FARC-EP los atacó en la carretera Hobo-Gigante, en el sitio llamado "Los Altares". El comando guerrillero activó una carga explosiva en la vía y atacó el vehículo con francotiradores.

"Me mataron, me mataron Jorgito, cuídeme a "Pipe", a "Pipe", por favor"
Jaime Lozada, minutos antes de morir.

El conductor, llamado Marcos Cubides de 38 años, herido por esquirlas en el tórax, aceleró a toda velocidad el vehículo, con las llantas destrozadas en dirección a Hobo. Jaime Felipe, recibió dos tiros en una pierna. Segundos más tarde, los heridos fueron pasados al vehículo de escoltas. Jorge Másmela cargó a Lozada en su espalda y fue en ese momento que se dieron cuenta de que estaba muerto, tenía tres heridas de fusil en la espalda.

### Reacciones
En el momento La familia Lozada, aseguró que el asesinato de Jaime Lozada era una acción de las FARC-EP para desprestigiar política de seguridad de Uribe y no podía ser económico porque dos semanas antes, Lozada había pagado el dinero del secuestro a las FARC-EP por la liberación de sus hijos Jaime Felipe y Juan Sebastián.
En el atentado también estuvo presente Jorge Másmela, amigo de Lozada. Al respecto dijo que la razón del atentado pudo estar relacionado con "la campaña de desprestigio de algunos políticos del Huila en contra del ex gobernador por la venta de la Represa de Betania y la privatización de la Licorera del Huila, a las que hicieron ver como decisiones en contra de las finanzas regionales".
Según testimonio de un guerrillero capturado por haber sido uno de los organizadores del asalto al edificio Miraflores, llamado Wilkin Fernando Lugo Ortiz, alias 'Hernán', el atentado iba dirigido contra Carlos Ramiro Chavarro, entonces representante a la Cámara por Huila, y aseguró que el asesinato de Lozada había sido un error.
El 5 de diciembre de 2005, la Oficina en Colombia del Alto Comisionado de la Naciones Unidas para los Derechos Humanos condenó el asesinato de Lozada y culpó a las FARC-EP de los hechos.